# Synema curvatum
Synema curvatum är en spindelart som beskrevs av Dahl 1907. Synema curvatum ingår i släktet Synema och familjen krabbspindlar. Inga underarter finns listade i Catalogue of Life.